# Большая Хариусная (приток Сулы)
Большая Хариусная — река в России, течёт по территории Заполярного района Ненецкого автономного округа и Усть-Цилемского района Республики Коми. Устье реки находится в 71 км по правому берегу Сулы. Длина реки составляет 35 км.
В нижнем течении на 9 км от устья в Большую Хариусную впадает справа река Малая Хариусная.

## Данные водного реестра
По данным государственного водного реестра России относится к Двинско-Печорскому бассейновому округу, водохозяйственный участок реки — Печора от водомерного поста Усть-Цильма и до устья, речной подбассейн реки — бассейны притоков Печоры ниже впадения Усы. Речной бассейн реки — Печора.
Код объекта в государственном водном реестре — 03050300212103000083537.